# Melisa diptera
Melisa diptera là một loài bướm đêm thuộc phân họ Arctiinae, họ Erebidae.